# 辻村清行
辻村 清行（つじむら きよゆき、1950年1月11日 - ） は、日本の実業家。NTTドコモ創立メンバーで、同社代表取締役副社長を経て、ドコモエンジニアリング代表取締役社長、東京工業大学特任教授、早稲田大学客員教授、東京大学客員教授などを歴任した。

## 人物・経歴
東京出身。1973年東京工業大学工学部電子物理学科卒業。1975年東京工業大学大学院理工学研究科電子物理工学専攻修士課程修了、日本電信電話公社入社。1987年マサチューセッツ工科大学経営大学院修士課程修了。
同年日本電信電話アメリカ担当部長。NTTドコモ設立メンバーで、 2005年にはNTTドコモ常務取締役プロダクト＆サービス本部長に就任。2008年からはNTTドコモ代表取締役副社長を務め、モバイルマルチメディアや技術を担当した。
2007年東京工業大学大学院社会工学専攻修了、博士（学術）。2012年ドコモエンジニアリング代表取締役社長、楽水会会長。2014年東京工業大学大学院特任教授、早稲田大学商学学術院客員教授、ベネッセホールディングス取締役、 ドコモエンジニアリング相談役。2015年CarpeDiem代表取締役。
2017年東京工業大学環境・社会理工学院特定教授、エリーパワー取締役。2019年東京大学大学院情報学環客員教授。令和元年度電気通信協会賞受賞。2020年センシンロボティクスアドバイザー。ビジネス・ブレークスルー大学客員教授、海外子女教育振興財団アドバイザリーコミッティーメンバー等も務めた。

## 著書
- 『モバイルパワーの衝撃 : スマートフォン時代の事業モデル革命』東洋経済新報社 2012年
- "The mobile phone impact : how Japan's diversified business models create profit and reshape society" IBC Publishing 2013年